# Chief Detective 1958
Chief Detective 1958 (tiếng Hàn: 수사반장 1958) là một bộ phim truyền hình Hàn Quốc do Kim Young-shin viết kịch bản, Kim Seong-hoon đạo diễn và có sự tham gia của Lee Je-hoon, Lee Dong-hwi, Choi Woo-sung và Yoon Hyun-soo. Đây là phần tiền truyện của bộ Chief Inspector (phim truyền hình). Phim được công chiếu trên MBC TV vào ngày 19 tháng 4 năm 2024, cũng có sẵn để phát trực tuyến trên Disney+ ở một số khu vực được chọn.